# De zwarte spookhond
De zwarte spookhond is een  stripverhaal uit de reeks van Jerom.

## Locaties
Dit verhaal speelt zich af op de volgende locaties:
- Lichtergem, onderaardse gang, molen, fabriek

## Personages
In dit verhaal spelen de volgende personages mee:
- Jerom, Odilon, kat, tante Sidonia, professor Barabas, leden van Morotari, dorpelingen, heks Morgana, hond Blacky, stekelvarken, Prullemans en andere bendeleden, baas

## Het verhaal
Jerom en Odilon hebben vakantie en rijden op de motor, ze willen hun tent opslaan bij een grote boom in een romantisch dorpje. Ze komen al snel in de buurt bij Lichtergem. Het is er donker en daarom rijden ze tegen een boom. Odilon neemt contact op met tante Sidonia die de tijd aangeeft. Het blijkt net na 13:00 uur te zijn en de leden van Morotari vinden het ernstig te horen dat het in het dorp al donker is. Jerom en Odilon horen van de laatste twee inwoners in het dorp dat de dorpelingen zijn gevlucht sinds de heks en haar hond de baas zijn. Professor Barabas vuurt een speciale raket af met verlichting en de spookhond wordt gevangen. Dan zien Jerom en Odilon de heks, maar ze verstopt zich in zwarte rook. Jerom blaast de rook weg, waarna ook de heks verdwenen blijkt te zijn. Het wordt weer dag en de zon komt achter de wolken vandaan.
Dan ontdekt Jerom een onderaardse gang, de heks is dus gevlucht en niet zomaar verdwenen. Samen met Odilon vliegt hij op een bezem door de gang en ze komen via een put weer bovengronds. Het dorp blijkt erg vuil te zijn en de bezems beginnen uit zichzelf schoon te maken. Odilon vindt de spookhond in een molen en in een kist vindt hij een foto van de hond en een molenaarsgezin. De heks vliegt rondjes om de molen en steekt een vuur aan. Jerom kan de molen redden door deze als helikopter te gebruiken. Odilon volgt de heks, die in een Amerikaanse auto rijdt, met een bezem en verstopt zich in de kofferbak. Jerom en de hond zoeken naar de heks en komen een vogelverschrikker tegen die eruitziet als de heks. Deze vogelverschrikker ontploft en Jerom achtervolgt de bende die dit op zijn geweten heeft. De bendeleden komen aan bij een grote fabriek en daar vertellen de bendeleden dat Jerom te sterk is. 
De baas van de bende wil Jerom omkopen voor 1 miljoen en de bende ontdekt dat Odilon ook in het gebouw is. Jerom komt ook in het gebouw en Odilon en de hond weten aan de bende te ontsnappen. Jerom overmeesterd de bende en vertelt dat de dorpelingen protesteerden tegen de vuile lucht van de fabriek. De baas gebruikte zijn vrouw als de heks om de mensen af te leiden. Jerom wil dan dat er een zuiveringsinstallatie wordt geïnstalleerd. De baas vertelt dat dit te duur is en verklaard Jerom dat Morotari het bedrag zal voorschieten. De fabriek krijgt de allermodernste zuiveringsapparaten en de dorpelingen keren terug. De heksenbezems vegen het dorp schoon en in de lente keren Jerom en Odilon terug naar het dorp. Het blijkt dat Blacky een nestje heeft gekregen.